# Кубок Боснії і Герцеговини з футболу 2022—2023
Кубок Боснії і Герцеговини з футболу 2022–2023 — 29-й розіграш кубкового футбольного турніру в Боснії і Герцеговини. Переможець попереднього розіграшу — Вележ — у фіналі поступився Зриньські, який здобув свій другий титул.

## Календар
| Раунд       | Дата                        | Матчі | Клуби   |
| ----------- | --------------------------- | ----- | ------- |
| 1/16 фіналу | 18–19 жовтня 2022           | 16    | 32 → 16 |
| 1/8 фіналу  | 18–19 лютого 2023           | 8     | 16 → 8  |
| 1/4 фіналу  | 28 лютого – 16 березня 2023 | 4     | 8 → 4   |
| 1/2 фіналу  | 5–19 квітня 2023            | 4     | 4 → 2   |
| Фінал       | 17 травня 2023              | 1     | 2 → 1   |

## 1/16 фіналу
| Команда 1              | Рахунок      | Команда 2              |
| ---------------------- | ------------ | ---------------------- |
| 18 жовтня 2022         |              |                        |
| Крупа (2)              | 1:3          | Борац Баня-Лука (1)    |
| 19 жовтня 2022         |              |                        |
| Єдинство Біхач (2)     | 1:2          | Слога Добой (1)        |
| Лакташі (2)            | 3:1          | Іґман Коніц (1)        |
| Звієзда 09 (2)         | 0:4          | Зриньські (1)          |
| Будучност Бановичі (2) | 1:2          | Желєзнічар (1)         |
| Фамос Храсніца (3)     | 0:3          | Широкі Брієг (1)       |
| Батон (3)              | 2:8          | Слобода Тузла (1)      |
| ТОШК Тешань (2)        | 0:2          | Вележ (1)              |
| Коліна (3)             | 1:5          | Посуш'є (1)            |
| Радник Бієліна (2)     | 2:0          | Текстилак Дервента (2) |
| Звєзда Градачаць (2)   | 4:1          | Градина (2)            |
| Слобода Новий Град (2) | 1:4          | Рудар Прієдор (2)      |
| Рудар Хан Біла (3)     | 1:7          | Рудар Какань (2)       |
| Слога Ускопле (3)      | 1:3          | Леотар (1)             |
| Альфа Модрича (2)      | 2:5          | Тузла Сіті (1)         |
| Челік (3)              | 1:1 пен. 5:4 | Сараєво (1)            |

## 1/8 фіналу
| Команда 1            | Рахунок      | Команда 2           |
| -------------------- | ------------ | ------------------- |
| 18 лютого 2023       |              |                     |
| Рудар Прієдор (2)    | 1:1 пен. 6:5 | Борац Баня-Лука (1) |
| Звєзда Градачаць (2) | 3:1          | Рудар Какань (2)    |
| Желєзнічар (1)       | 2:1          | Леотар (1)          |
| Вележ (1)            | 2:0          | Посуш'є (1)         |
| 19 лютого 2023       |              |                     |
| Челік (3)            | 0:0 пен. 3:4 | Радник Бієліна (2)  |
| Зриньські (1)        | 4:0          | Лакташі (2)         |
| Слобода Тузла (1)    | 1:1 пен. 6:7 | Слога Добой (1)     |
| Широкі Брієг (1)     | 2:2 пен. 6:7 | Тузла Сіті (1)      |

## 1/4 фіналу
| Команда 1                   | Заг. | Команда 2            | 1-й матч | 2-й матч |
| --------------------------- | ---- | -------------------- | -------- | -------- |
| 28 лютого – 16 березня 2023 |      |                      |          |          |
| Желєзнічар (1)              | 5:3  | Звєзда Градачаць (2) | 2:1      | 3:2      |
| Слога Добой (1)             | 0:7  | Вележ (1)            | 0:3      | 0:4      |
| Тузла Сіті (1)              | 7:0  | Рудар Прієдор (2)    | 5:0      | 2:0      |
| Радник Бієліна (2)          | 1:5  | Зриньські (1)        | 1:3      | 0:2      |

## 1/2 фіналу
| Команда 1                 | Заг. | Команда 2      | 1-й матч | 2-й матч |
| ------------------------- | ---- | -------------- | -------- | -------- |
| 5 квітня – 19 квітня 2023 |      |                |          |          |
| Желєзнічар (1)            | 1:3  | Вележ (1)      | 0:1      | 1:2      |
| Зриньські (1)             | 7:0  | Тузла Сіті (1) | 3:0      | 4:0      |

## Фінал
| Команда 1      | Рахунок | Команда 2     |
| -------------- | ------- | ------------- |
| 17 травня 2023 |         |               |
| Вележ (1)      | 0:1     | Зриньські (1) |